# Mitologia escocesa
La mitologia escocesa és la col·lecció de mites que han sorgit al llarg de la història d'Escòcia, que de vegades són elaborats per successives generacions i, en altres ocasions, rebutjats i substituïts per altres narracions explicatives.

## Mites de la natura

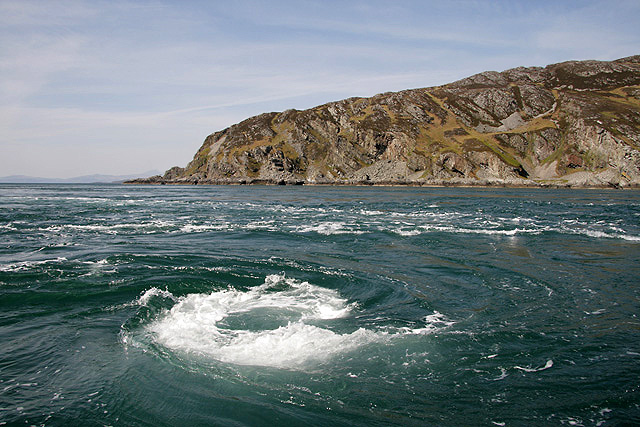
El remolí de Corryvreckan

Els mites i llegendes d'Escòcia tenen un «color local», ja que parlen sobre la forma de vida durant els temps antics, a més de donar una perspectiva de la natura del país durant diverses estacions de l'any.
La creença que Beira, la reina de l'hivern, havia mantingut una ferma agressió al país aixecant tempestes durant gener i febrer, evitant així que emergissin les zones verdes, feu que es considerés una dona vella i brutal que havia creat el remolí mortal de Corryvreckan, i portava la neu i la pluja que provocaven el desbordament dels rius. Fins i tot se li va atribuir la creació de llacs i muntanyes.
La mitologia escocesa no és com la mitologia grega i romana, ja que tracta diversos aspectes de la natura. En aquest context, la dea més poderosa i temuda que representa l'hivern és Beira, que regula l'hivern durant tota la seva durada. Immediatament, a la temporada següent, li concedeix fàcilment el torn al dual «senyor i senyora», que gaudeixen del mateix poder durant la temporada. Aquest mite s'assembla al mite popular dels maies i s'ocupa del poder femení en la «creació i el cicle de l'any». No obstant això, Donald Alexander Mackenzie en el seu llibre Scottish Wonder Tales from Myth and Legend afirma que les dees dels mites escocesos no són glorificades, molt diferentment de les de l'antiga Grècia.
Els rius d'Escòcia es consideraven llocs d'habitatge de les dees, amb les seves característiques que denoten la naturalesa del riu, com el riu Forth anomenat «riu sord» o «riu sense so» a causa de les seves condicions de flux silenciós, i el riu Clyde anomenat «riu purificador», ja que provoca fregament i neteja quan transporta «fang i argila» durant la temporada d'inundacions.

### Leshags

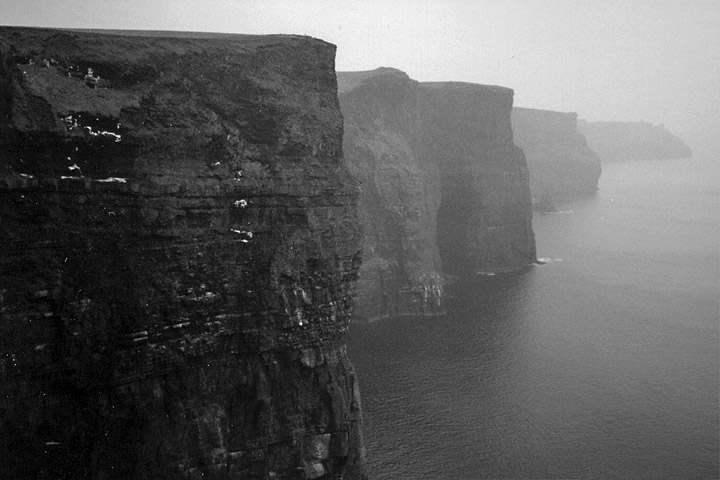
Ceann Caillí (cap de la Hag), la punta més al sud dels penya-segats de Moher, al comtat de Clare. Un dels nombrosos llocs designats en honor de Cailleach

Les dees celtes eren autoritàries i estaven associades a la fertilitat femenina, que es relacionava amb la divinitat femenina i la terra. En els temps antics, els territoris i les societats celtes es van relacionar amb el cos de la dea (també atribuïda com «dea tribal») i la seva representant a la terra era la reina.
Altres personatges «ambivalents» dels mites escocesos són les hags, la dea gaèlica Cailleach, i la geganta, uns éssers que podien ser bons o perjudicials. La hag també es considera «curandera» i servicial durant el part, i és divina, es deia que tenia una «llarga ascendència i una longevitat increïble». També és coneguda com «alhora creadora i destructora, suau i ferotge, mare i nodridora».

## Mitologia nacional
Diverses llegendes de l'origen dels escocesos van sorgir durant el període històric, servint diversos propòsits.
Una llegenda de l'origen dels escocesos, o relat pseudohistòric de la fundació del poble escocès, apareix adaptada a la Vida llatina del segle x de sant Cathróe de Metz. Es diu que els pobladors grecs de l'Àsia Menor van navegar pels mars i van arribar a Cruachan Feli, «la muntanya d'Irlanda», probablement per Cruachan Éli (Croagh Patrick, Co. Mayo), un lloc conegut en la hagiografia hibernollatina des de la Collectanea de Tírechán. Van vagar per Irlanda, des de Clonmacnoise, Armagh i Kildare fins a Cork. Finalment van arribar a Bangor i van lluitar contra els Pictanei. Després d'algun temps, van creuar el mar d'Irlanda per envair el nord de Caledònia de la Britànnia romana, i capturaren successivament Iona i les ciutats Rigmhonath i Bellathor en el procés. Aquests últims llocs es fan ressò de l'aparició de Cinnrígmonaid i Cinnbelathoir en la Crònica dels reis d'Alba. El territori conquerit fou llavors anomenat «Scotia» en honor de Scota, la dona egípcia del comandant espartà Nél o Niul, i sant Patrici va convertir el poble al cristianisme.

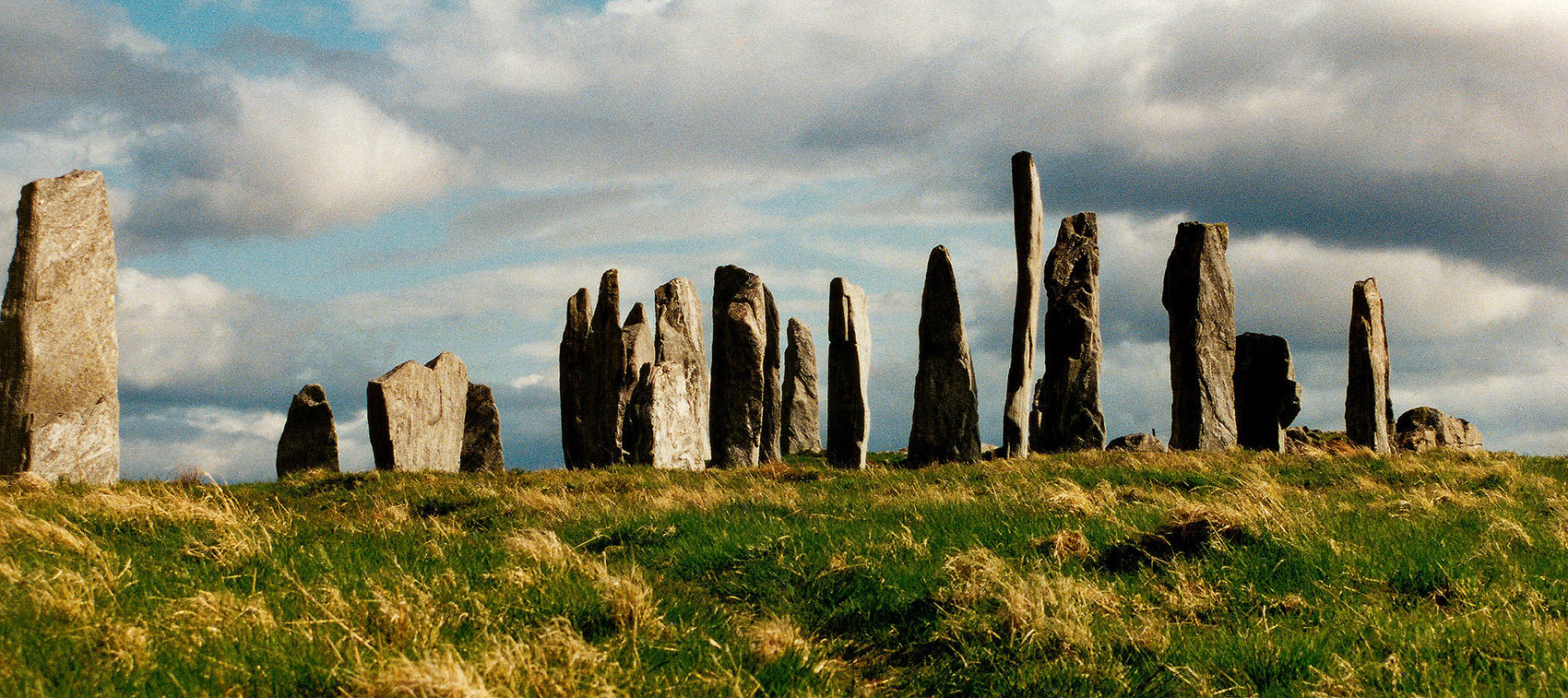
Callanish

Una vegada els pictes van adoptar la cultura gaèlica i les seves característiques reals van desaparèixer de la memòria, els elements folklòrics van omplir els buits de la història. La seva «sobtada desaparició» s'explica com una matança que succeí en un banquet de Kenneth MacAlpin (un motiu de folklore internacional) i se'ls atribuïa poders com els de les fades, elaborant cervesa a partir de receptes secretes i vivint en coves subterrànies. Al segle xviii, els pictes van ser identificats com una ètnia «germànica».
Als dominis celtes d'Escòcia, també coneguts com a Gàidhealtachd, hi ha antigues estructures precristianes. A l'extrem més allunyat del nord-oest d'Escòcia hi ha pedres en posició vertical a Callanish, a l'illa de Lewis, que s'assemblen a Stonehenge; són més grans que Stonehenge i tenen una antiguitat de més de 5.000 anys, i es diu que denoten l'adoració al Sol.

## Cicle de l'Ulster
A causa del moviment de persones d'Ulster cap a l'oest d'Escòcia, que donà lloc a vincles lingüístics estrets entre Ulster i l'oest d'Escòcia, gran part de la mitologia gaèlica s'importà a Escòcia, i possiblement s'escrigué a Escòcia. El cicle de l'Ulster, ambientat al començament de l'era cristiana, està format per un grup d'històries heroiques relacionades amb la vida del rei d'Ulster Conchobar mac Nessa, el gran heroi Cú Chulainn, i dels seus amics, amants i enemics. Aquests són els ulaid (habitants del cantó nord-oriental d'Irlanda), i l'acció dels nuclis d'història es troba al voltant de la cort reial d'Eamhain Mhacha, a prop de la moderna ciutat d'Armagh. Els ulaid tenien vincles estrets amb els gaels escocesos, amb qui es diu que Cú Chulainn havia après les arts de la guerra.
El cicle consisteix en històries de naixement, joventut i entrenament, festeig, batalles, festes i morts dels herois, i reflecteix una societat guerrera en la qual la guerra consisteix principalment en combats individuals i la riquesa es mesura principalment amb el bestiar. Aquestes històries estan escrites en la seva major part en prosa. La peça central del cicle d'Ulster és Táin Bó Cúailnge. Altres relats importants del cicle de l'Ulster inclouen La tràgica mort de l'únic fill d'Aife, Fled Bricrenn (La festa de Bricriu) i Togail Bruidne Dá Derga (La destrucció de l'alberg de Da Derga).
Aquest cicle és, en alguns aspectes, proper al cicle mitològic de la resta del món de parla gaèlica. Alguns dels personatges d'aquest últim reapareixen, i la mateixa màgia de canvi de formes està molt demostrada, al costat d'un realisme somrient i gairebé insensible. Tot i que es pot suposar que alguns personatges, com Medb o Cú Roí (algunes vegades deïtats), i Cú Chulainn (que mostra, en particular, una proesa superhumana), són fermament mortals i arrelats a un moment i lloc determinats.
Les adaptacions de gaèlic escocès del cicle de l'Ulster apareixen en el Manuscrit Glenmasan.

## Finn i els Fianna
Les històries de Finn (irlandès antic, irlandès mitjà, irlandès modern: Find, Finn, Fionn) mac Cumhaill i la seva banda de soldats, els fianna, semblen establir-se al voltant del segle iii a la Irlanda gaèlica i Escòcia. Es diferencien d'altres cicles mitològics gaèlics en la força dels seus vincles amb la comunitat gaelicaparlant d'Escòcia, i hi ha molts textos actuals d'aquest país. També es diferencien del cicle de l'Ulster pel fet que les històries es deien principalment en vers, i estan més a prop de la tradició del romanç que de la tradició de l'èpica.
L'única font més important del cicle fenià és l'Acallam na Senórach (Col·loqui dels Ancians), que es troba en dos manuscrits del segle xv (el Llibre de Lismore i Laud 610), així com un manuscrit del segle xvii de Killiney, comtat de Dublín. Segons les proves lingüístiques, el text original està datat de finals del segle xii, i registra converses entre els últims membres supervivents de la fianna i sant Patrici, escrites en 8.000 línies. Les dates tardanes dels manuscrits poden reflectir una tradició oral més llarga per a les històries del cicle fenià, la mateixa tradició oral que va ser interpretada del gaèlic a l'anglès per James Macpherson en les històries d'Ossian.
Els fianna de la història es divideixen en el Clann Baiscne (dirigit per Fionnghall) i el Clann Morna (liderat pel seu enemic, Goll mac Morna). Goll matà el pare de Fionnghall, Cumhal, en la batalla i el noi Fionn fou criat en secret. Durant la seva joventut, va ser entrenat en l'art de la poesia, es cremà accidentalment el polze durant la cocció del salmó del Coneixement, i en xuclar-se'l rebé ràfegues de saviesa. Es va convertir en líder de la seva banda i es deien nombrosos contes de les seves aventures. Dos dels més grans contes gaèlics, Tóraigheacht Dhiarmada agus Ghráinne (La persecució de Diarmuid i Gráinne) i Oisin a Tír na nÓg formen part del cicle. La història de Diarmuid i Gráinne, que és un dels pocs contes en prosa del cicle fenià, és probablement la font de Tristany i Isolda.
El món del cicle fenià és aquell en què els guerrers professionals passen el temps buscant, lluitant i vivint aventures en el món espiritual. S'espera que els nous participants de la banda tinguin coneixement de la poesia i que a més se sotmetin a diverses proves físiques o de valor. No hi ha cap element religiós en aquests contes, tret del culte als herois.

## Mitologia i llegendes de les Illes Hèbrides
Els homes blaus del Minch (també coneguts com a «kelpies de la tempesta») ocupen el tram d'aigua entre l'illa de Lewis i l'Escòcia continental. Intenten ofegar els mariners i enfonsar-ne les embarcacions.
Els kelpies són esperits aquàtics o dimonis molt coneguts a les terres baixes d'Escòcia, i se suposa que assumeixen diferents formes. Normalment, apareixen en forma de cavall. Hi ha un altre esperit conegut com a «kelpie d'aigua» que, segons sembla, «atrapa» els llacs i rius i es complau a ofegar-hi persones. També es diu que ajuda a fer funcionar els molins durant la nit.
Seonaidh és un esperit aquàtic celta a qui els habitants de l'illa de Lewis adoraven oferint-li un got d'ale. Segons el Dr. Martin:
| « | Una nit, la gent de Lewis aplacà a Seonaidh. Es van reunir a l'església de St. Mulway. Cada persona portava aliments i coses necessàries per al culte. Després, a partir de la bossa de malt recollida de cada família, s'elaborà ale. Llavors, un membre triat de la congregació se submergí en el mar fins a la cintura, enfonsà la copa, i la va oferir a Seonaidh amb la pregària: Et dono aquesta copa d'ale, esperant que tingueu la bondat d'enviar-nos un munt d'aigua de mar per enriquir el nostre terreny durant l'any que ve. Aquest esdeveniment passà a la nit. Després de realitzar l'ofrena, la persona que la feu tornà a la platja i tota la gent reunida es traslladà a l'església, on a l'altar brillava una espelma encesa. Després d'algun temps, quan fou el moment adequat, s'apagà l'espelma. Els habitants es van reunir en un camp darrere de l'església i ho van celebrar bevent ale. Després, van tornar a casa amb l'esperança que es beneficiarien d'un excés de cultius en la propera temporada. | » |

Changeling és un conte de fades en el qual una fada segresta un nadó del bressol i després el substitueix amb una altra fada.

## Folklore de les illes Òrcades i Shetland
Es diu que les selkies vivien com les foques al mar, però deixaven la pell quan esdevenien humanes a terra. La llegenda és aparentment més freqüent les Illes Òrcades i Shetland i és molt semblant a la de les dones cigne.
Els wulvers són criatures bones de la natura, similars als homes llop. Es diu que deixen aliments a les famílies pobres.

## Mitologia religiosa
El mite és de vegades un aspecte del folklore, però no tot mite és folklore, ni tot folklore és mite o mitològic. Les persones que expressen un interès en la mitologia solen centrar-se més en éssers no humans (de vegades anomenats «sobrenaturals»). Hi ha hagut nombrosos grups d'aquestes entitats en la cultura escocesa, alguns específics d'ètnies particulars (gaèlic, nòrdic, germànic, etc.), i altres probablement evolucionaren a partir de les circumstàncies úniques d'Escòcia.
Les aos-sídhe, sıdhichean o «fades» eren originàriament divinitats precristianes de l'Escòcia gaèlica. El cristianisme començà a substituir la mitologia original, fent que els mites perdessin poder i prominència. Els literats gaèlics medievals els van agrupar junts amb els Tuatha Dé Danann, que comparteixen algunes característiques amb altres personatges de la literatura celta. Les creences populars sobre les banshee també reflecteixen aspectes d'aquests éssers. Hi ha altres éssers sobrenaturals, les característiques dels quals reflecteixen patrons folklòrics de tot el món. Els esperits ancestrals i els gegants que ajuden a formar el paisatge i representen les forces de la natura hi són omnipresents i poden apuntar a registres no mitològics.

## El monstre del llac Ness

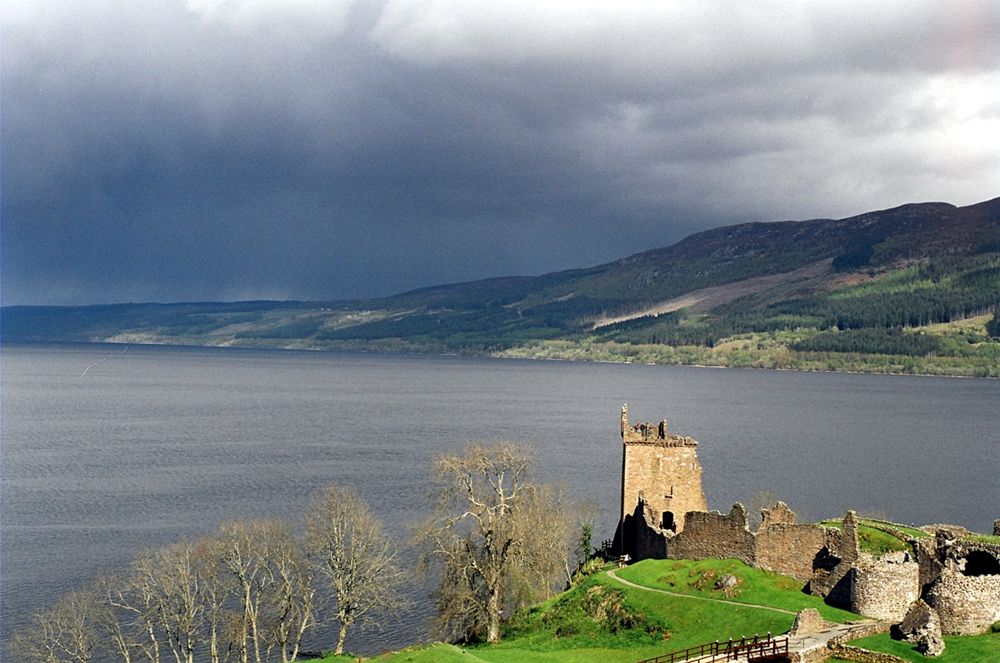
El llac Ness, llac d'Escòcia en què s'ha informat que el monstre sigut albirat

El monstre del llac Ness és una criatura aquàtica llegendària de la qual s'ha informat molts albiraments durant molts anys. Una creença popular és que el monstre és un supervivent solitari dels extingits plesiosaures. Tot i que la primera observació del monstre es registrà en el segle vi, en els darrers temps es van informar els albiraments una vegada que es construí la carretera al voltant del llac. El primer informe d'observació de Nessie a terra diu que el monstre es trobava a uns 20 metres del llac i que s'acostava cap al llac; va ser vist per Spicer i la seva dona el 22 de juliol de 1933. L'abril de 1934, el monstre fou fotografiat per un cirurgià londinenc mentre viatjava cap a Inverness, però la seva autenticitat ha estat disputada. C. B. Farrel, del Royal Observer Corps, informà d'albiraments del monstre durant la Segona Guerra Mundial, al maig de 1943.
El llac Ness fa 36 km de llarg i 2,4 km a la part més ampla. La seva profunditat és de 230 m i el llit del llac és pla. El volum del llac Ness és el més gran de Gran Bretanya.
La primera observació del monstre del llac Ness es produí al riu Ness el 565 dC. Sant Columba, un monjo irlandès que es trobava a la terra dels pictes amb els seus companys, veié els habitants de la ciutat enterrant un home al costat del riu Ness. Van explicar-li que l'home s'estava banyant al riu quan fou atacat per una «bèstia d'aigua» que el va mossegar i arrossegar cap a l'aigua. Van intentar rescatar-lo en un vaixell, però només van poder trobar-ne el cadàver. En escoltar-ho, Columba va sorprendre els pictes enviant el seu seguidor Luigne moccu Min a nedar pel riu. La bèstia va venir darrere d'ell, però Columba feu el signe de la creu i ordenà al monstre: «No vagis més enllà. No toquis cap persona. Marxa ara». La bèstia s'aturà immediatament com si s'hagués «retirat amb cordes» i va fugir amb terror. Tant els seguidors de Columba com els pagans es van encomanar a Déu pel miracle.

## La llegenda del rei Artús
La majoria de la mitologia artúrica nadiua d'Escòcia ha estat transmesa pel discurs celta en cançons en gaèlic escocès com Am Bronn Binn i contes cúmbrics com Y Gododdin.
En la llegenda artúrica, Mordred, fill del rei Artús, es va criar a les Illes Òrcades, i s'especula que Camelon podria haver estat l'original «Camelot». Hi ha una tradició que diu que el rei Artús tenia un fill escocès anomenat Smervie More.